# Kostel svatého Cyrila a Metoděje (Březová)
Kostel svatého Cyrila a Metoděje v Březové na Uherskobrodsku byl vybudován v letech 1865–1870. Roku 1987 byl prohlášen kulturní památkou.

## Historie
K účelům duchovní správy sloužil původně kostelík sv. Jana Křtitele a Panny Marie, vybudovaný v roce 1747 stavitelem Jiřím Wergstadtem z Uherského Brodu. Špatný technický stav a rostoucí počet obyvatel přispěly k tomu, že v 60. letech 19. století byl zbudován nový, mnohem rozměrnější chrám.
Stavba nového kostela se uskutečnila díky iniciativě tehdejšího faráře Františka Černocha, byť snahu v tomto směru projevoval už i jeho předchůdce, farář Jan Steiger.
Základní kámen byl položen 19. července 1865.
Stavbu financovala náboženská Matice, částečně též velkostatky v Uherském Brodě a na Světlově. Dovoz stavebního materiálu zajišťovaly přifařené obce Olšovec a Lopeník. Stavbu vedl Petr Loserth z Uherského Hradiště a Josef Bárta z Hodonína. Během stavby bylo nutno překonávat četné překážky.
V červenci 1865 zničily veškerou úrodu kroupy. Nedlouho nato následoval požár obce, který zničil 19 domů. Nedostatek krmiva způsobil, že v následujícím roce neměl tažný dobytek dost sil k přesunu stavebního materiálu. Stavbu narušila i neblahá přítomnost pruských vojsk v kraji. V září roku 1866 vypukla epidemie cholery, jíž padlo za oběť nemálo obyvatel. Uvedené okolnosti vedly k všeobecné nouzi. Přesto se ve stavbě kostela stále pokračovalo. V roce 1868 započaly stavební práce až v měsíci květnu. 9. června téhož roku byla na věž usazena makovice. Chrám byl stavěn 5 let, dokončen až v roce 1870. Stal se nejvýznamnější dominantou obce a hodnotným dokladem architektonické tvorby konce 19. století.

## Popis
Trojlodní novogotický kostel je 40 m dlouhý, presbytářem orientován na severovýchod. Z jižní strany v úrovni vítězného oblouku přiléhá k budově kostela 36 m vysoká věž. Na věži jsou umístěny tři zvony.

### Presbytář
Presbytář je v půdorysu zakončen triagonálně, zaklenutý gotickým žebrovím a prosvětlen sedmi okny. Barevné okenní vitráže z let 1998–2000 nesou symboly sedmi svátostí. Výtvarné zpracování vitráží v presbytáři jakož i v celém kostele provedl Václav Vrba z Ostravy. Novogotické dřevěné retabulum zhotovené v dílně řezbáře Františka Zellnera z Olomouce a do kostela instalované v roce 1913 nese rozměrnou olejomalbu znázorňující patrony kostela sv. Cyrila a Metoděje. Po stranách je doplněno dřevěnými sochami sv. Josefa a Neposkvrněného Srdce Panny Marie.
Oltář čelem k lidu podle návrhu Václava Vrby z Ostravy stejně jako ambon – obojí z italského mramoru – je z roku 1998. Stejným materiálem je celý presbytář vydlážděn. Kamenná křtitelnice s dřevěným novogotickým víkem je umístěna u prvního oblouku pravé (jižní) boční lodě.

### Chrámové lodě
Hlavní loď jednoduchého obdélného půdorysu je dlážděna keramickou dlažbou. Strop je dřevěný, trámový. Pět a pět basilikálních oken je opatřeno barevnými vitrážemi. Každé okno nese římskou číslici od jedné do deseti coby symboly Desatera Božích přikázání. Plochy pod okny mezi oblouky bočních lodí zdobí fresky českých patronů. Na severní straně sv. Vojtěch, sv. Anežka Česká, sv. Jan Sarkander a bl. Mlada. Na jižní straně sv. Václav, sv. Ludmila, sv. Prokop, sv. Zdislava. Obrazy byly zhotoveny v letech 1942–1945 akademickým malířem Adolfem Hellerem z Nymburka. Boční lodě od lodě hlavní odděluje na každé straně čtveřice lomených oblouků podepřená jednoduchými sloupy. Vitráže ve dvou čtveřicích oken prosvětlujících každou boční loď znázorňují Osmero blahoslavenství. Oltář levé (severní) boční lodě z roku 1889 je zdoben dřevěnou plastikou znázorňující zjevení Panny Marie v Lurdech. Oltář v pravé (jižní) boční lodi z roku 1913 zasvěcený Andělu strážnému nese na novogotickém retabulu olejomalbu Anděla strážného se sochami apoštolů Petra a Pavla po stranách.
Na kůru jsou umístěny varhany z roku 1996. Prostor pod kůrem oddělen od hlavní lodi dřevěnou prosklenou přepážkou tvoří předsíň kostela.

## Galerie

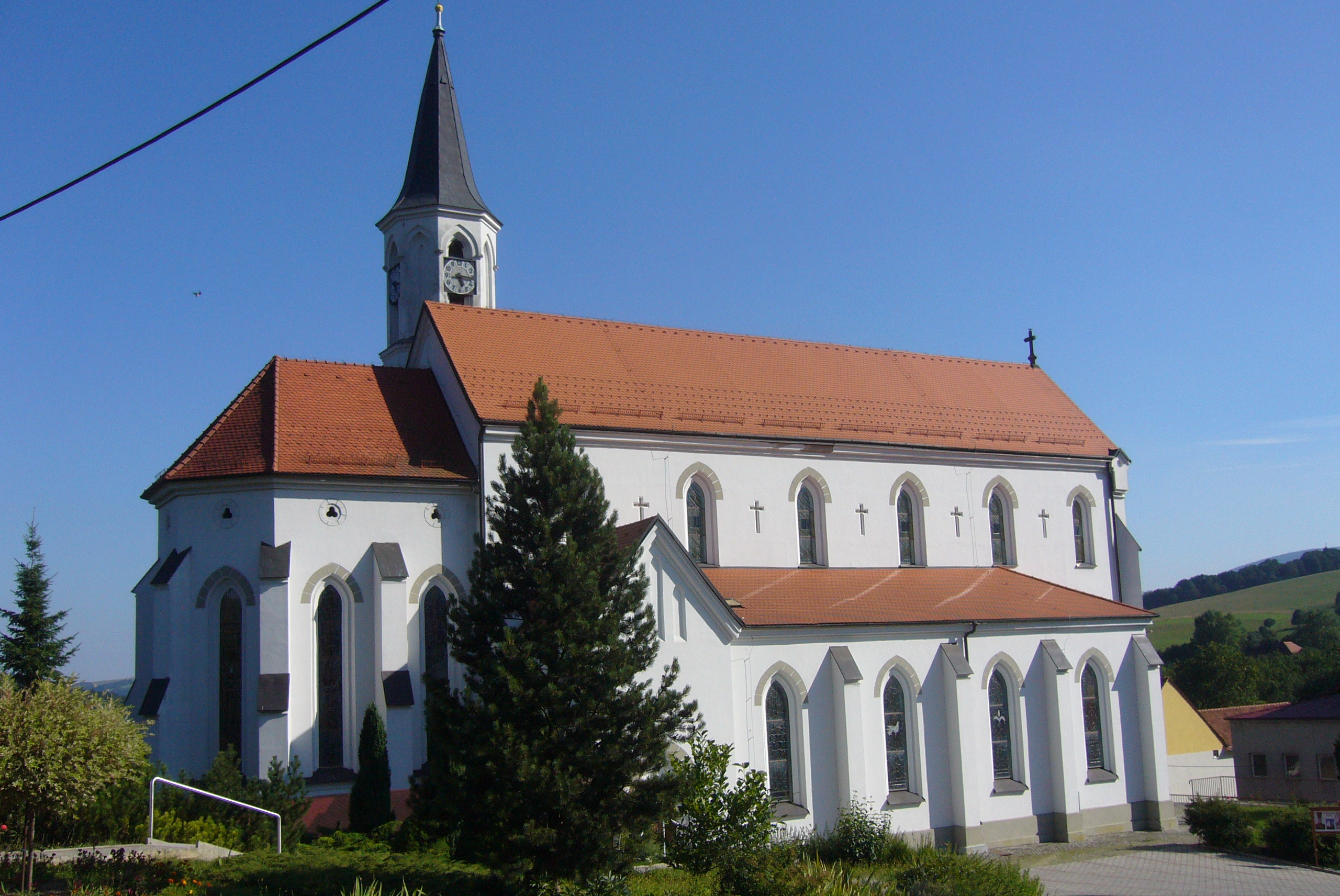
Pohled na kostel od severu
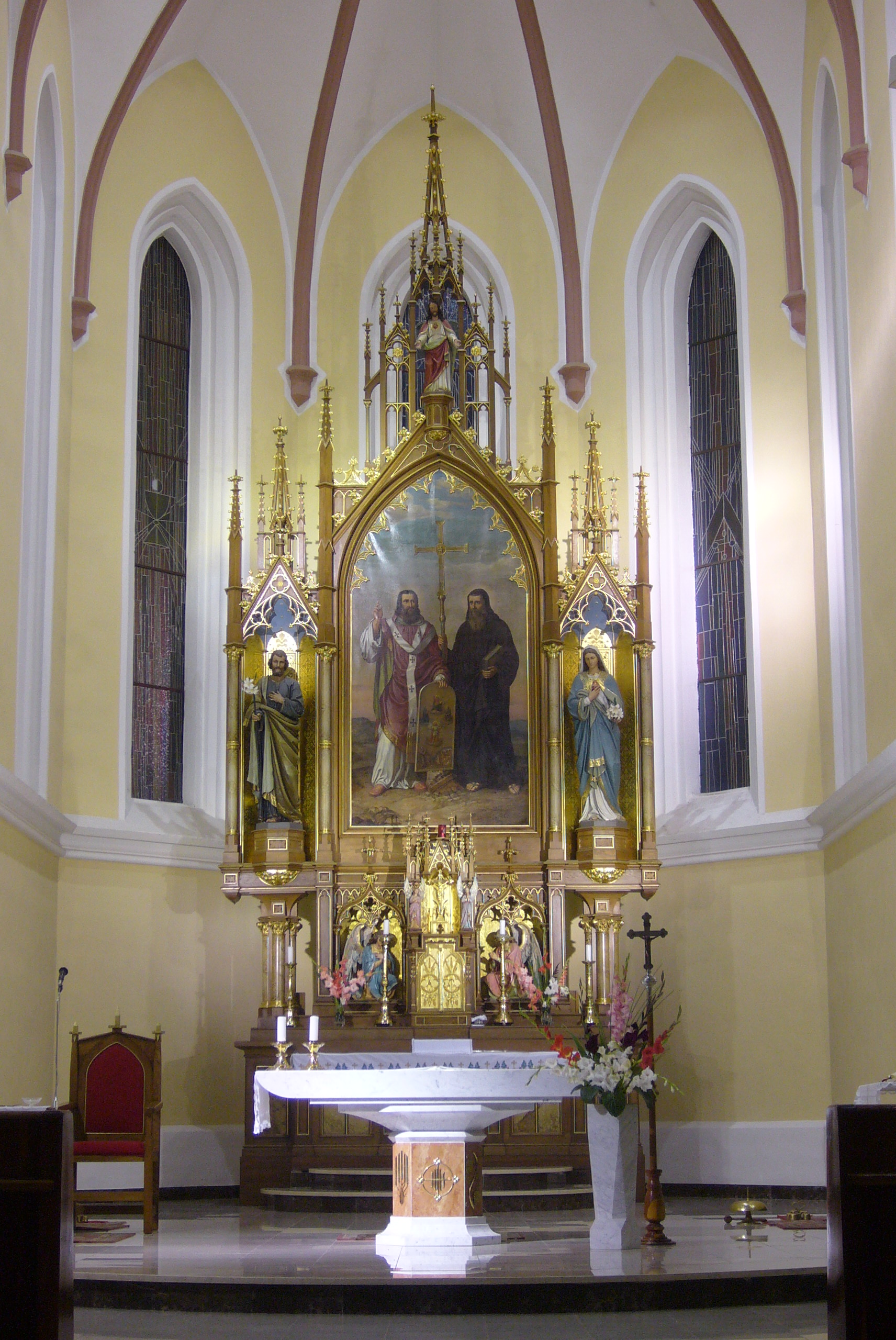
Hlavní oltář
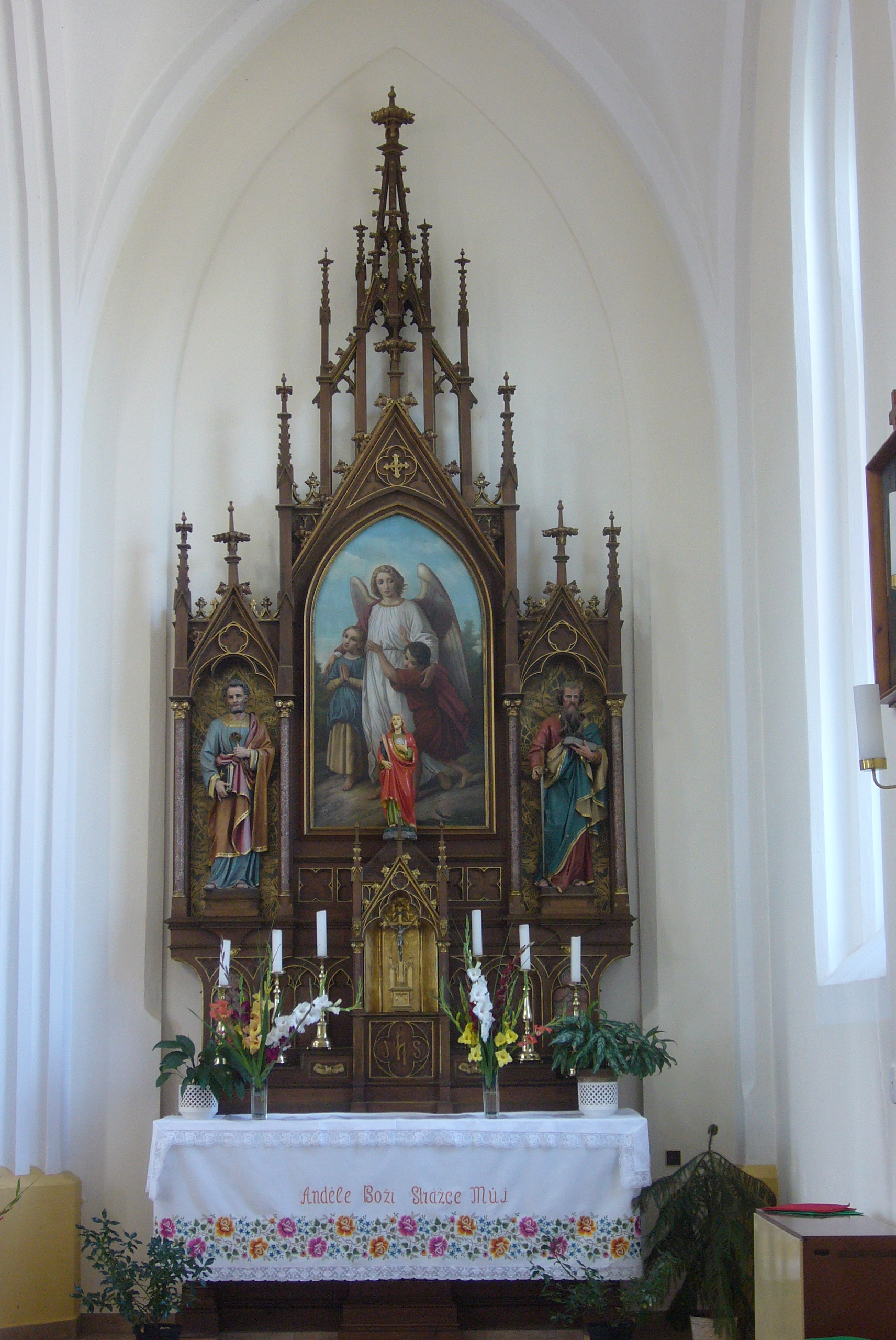
Boční oltář Anděla strážného
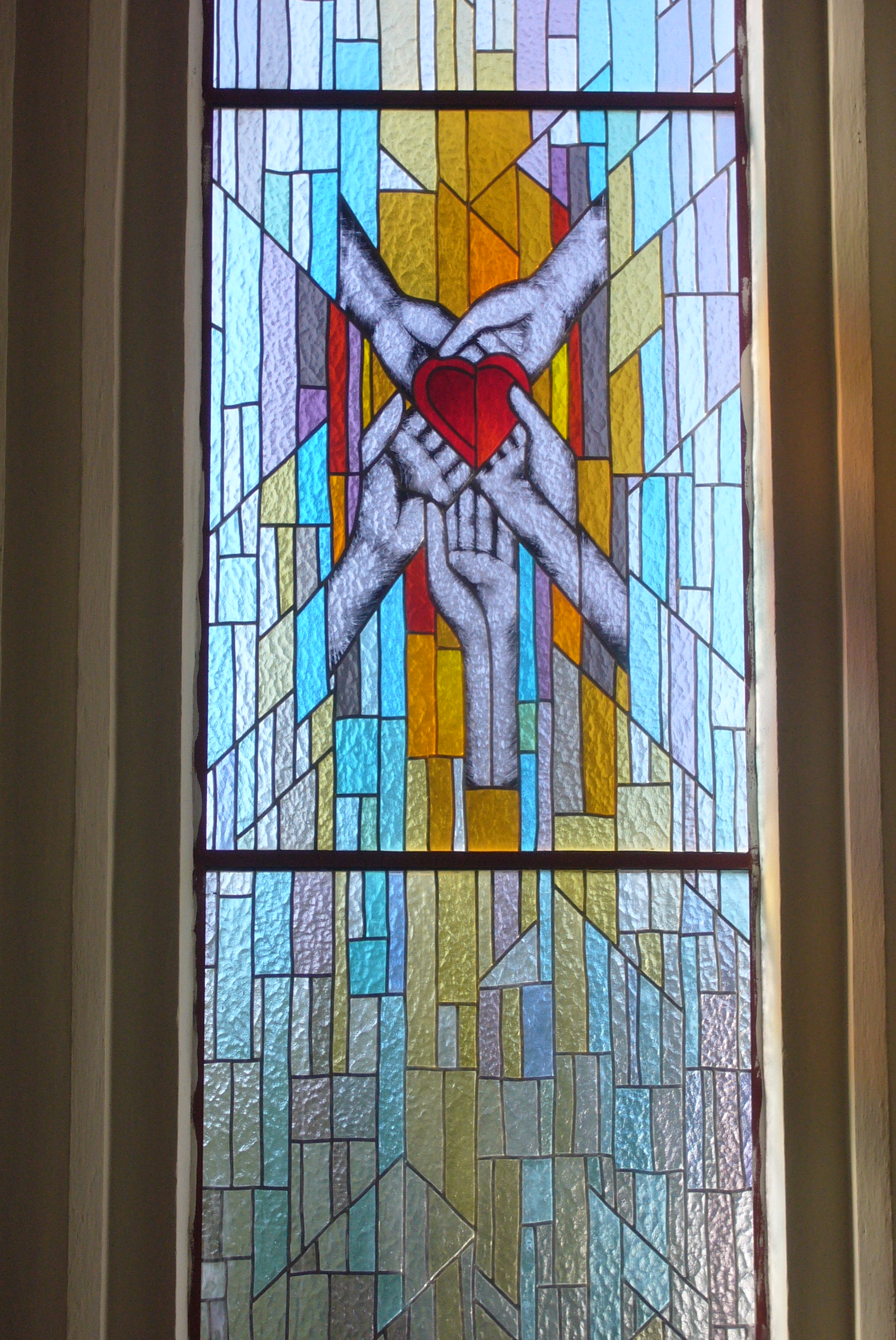
Vitráž okna v boční lodi